# Andrzej Gołoński

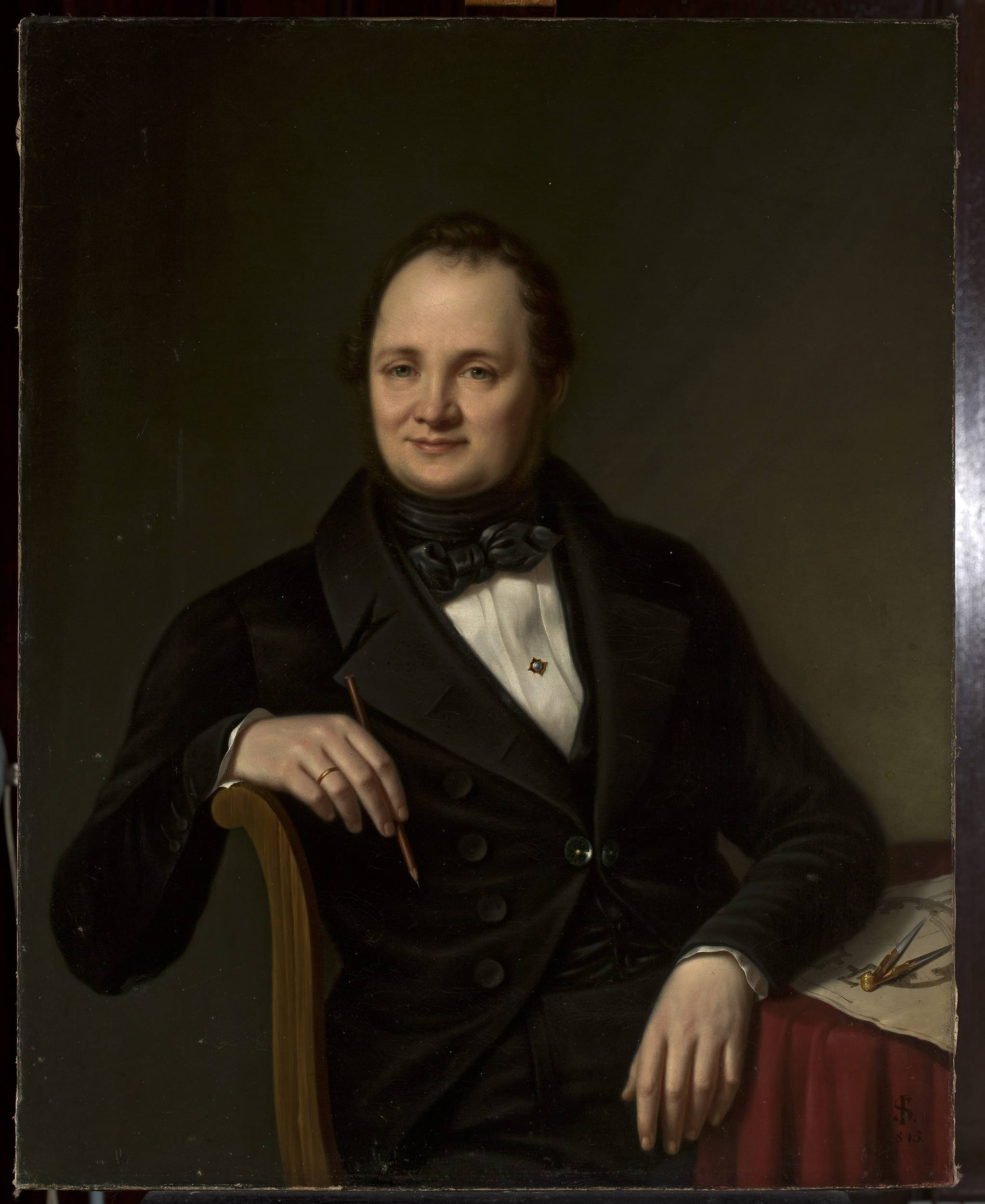
Von Jan Sikorski gemalt

Andrzej Gołoński (* 24. November 1799 in Włocławek; † 18. September 1854 in Warschau) war ein polnischer Architekt und Vertreter des Spätklassizismus.

## Leben
Gołonski studierte Architektur und Geodäsie an der Universität Warschau. Im Jahr 1819 erhielt er ein Stipendium der Kommission für Innere Angelegenheiten (poln.: Komisja Spraw Wewnętrznych) und begann mit einer Tätigkeit als Baumeister-Assistent beim Innenministerium. 1821 schloss er sein Studium ab. Er arbeitete zunächst als Schüler, später als Mitarbeiter von Jakub Kubicki. Er arbeitete an dessen Arkaden unterhalb des Warschauer Schlosses mit. Auch übernahm er die Ausgestaltung der Johanneskathedrale anlässlich der Trauerfeierlichkeiten zum Tode Alexanders I. und die Gestaltung des Schlossplatzes zur Königskrönung von Nikolaus I. Kubicki sah in ihm seinen Nachfolger als Hauptarchitekt Warschaus und förderte den noch jungen Gołoński schnell in wichtige Positionen.
1825 erhielt er die Zulassung, als selbständiger Architekt im Königreich Polen arbeiten zu dürfen. Im Jahr 1826 wurde Gołonski zum stellvertretenden Professor, 1928 zum Professor des Lehrstuhls für perspektivisches Zeichen an der Universität Warschau berufen. 1832 wurde er zum Mitglied der Regierungskommission für innere Angelegenheiten und Glaubensfragen (poln.: Komisja Rządowa Spraw Wewnętrznych i Duchownych) ernannt. Ein Jahr später wurde er Baumeister der Industrie- und Handelsabteilung dieser Kommission.
Ab 1843 wirkte er auch an der Akademie der Schönen Künste in Warschau. Im Jahr 1853 wurde er zum Ehrenmitglied der Akademie der bildenden Künste in St. Petersburg ernannt.
Gołoński baute vorwiegend im Stil des reifen Klassizismus. Er verwendete aber auch Elemente der Gotik und der Renaissance. Viele der von ihm errichteten Gebäude wurden im Zweiten Weltkrieg zerstört und später nicht wieder aufgebaut. Der Architekt wurde auf dem Powązki-Friedhof in Warschau beerdigt.

## Bauten (Auswahl)
- Umbau der Kasernengebäude (1. und 2. Pavillon) des 21. Infanterieregiments “Dzieci Warszawy” in der Zitadelle Warschau (1822)
- Umbau der Kasernengebäude (3. bis 9. Pavillon) des 30. Infanterieregiments “Strzelców Kaniowskich”, ebenda (1822)
- Frageta-Mietshaus für Jakub Hempel (1830)
- Umbau der Kirche zur Abnahme Jesus vom Kreuz in der Warschauer Zitadelle zur orthodoxen Kirche des Heiligen Alexander Jaroslawitsch Newski (1835, zerstört)
- Umbau der Kirche der Piaristen und des Humański-Palastes an der Ulica Długa zur orthodoxen Dreifaltigkeits-Kirche gemeinsam mit Antonio Corazzi (1835–1837)
- Badeni-Palast am Krasiński-Platz (1837–1838, zerstört)
- Mitkiewicz-Haus im neogotischen Stil eines englischen Schlosses in der Ulica Chmielna 51 (1840–1843, zerstört)
- Uruski-Palast an der Krakowskie Przedmieście (1844)
- Orthodoxe Newski-Kirche beim Łazienki-Palast (1846, zerstört)
- Haus des Jan Józef Manzel an der Ulica Chłodna 19 (zerstört)
- Gebäude der Börse an Ulica Królewska 14 (zerstört)